# ناو کلاس مینوتر (۱۹۴۳)
کروزر کلاس مینوتر (۱۹۴۳) (به انگلیسی: Minotaur-class cruiser (1943)) یک کلاس از کشتی است که طول آن ۵۵۵٫۵ فوت (۱۶۹٫۳ متر) می‌باشد.